# Famille Bricogne
Pour les articles homonymes, voir Bricogne.
La famille Bricogne, d'origine parisienne, est titrée sous le Premier Empire en 1811 et anoblie sous la première Restauration en 1814. Elle compte des illustrations dans l'administration publique, les finances publiques, les chemins de fer et l'armée.

## Personnalités
- Athanase-Jean Bricogne (1744-1820), maire du 6e arrondissement de Paris, doyen des maires de Paris sous le Premier Empire.
- Athanase-Jean-Baptiste Bricogne (1779-1836), financier et polémiste français, fils d'Athanase-Jean et frère aîné d'Ambroise-Jacques.
- Ambroise-Jacques Bricogne (1784-1847), receveur général des finances, maître des requêtes au Conseil d'État, fils d'Athanase-Jean et frère d'Athanase-Jean-Baptiste.
- Charles-Urbain Bricogne (1816-1898), ingénieur des chemins de fer, inventeur, petit-fils d'Athanase-Jean et neveu d'Athanase-Jean-Baptiste et Ambroise-Jacques.
- Charles Bricogne (1913-1942), officier des Forces Françaises Libres mort à la bataille de Bir Hakeim, compagnon de la Libération, arrière-petit-fils d'Ambroise-Jacques.

## Filiation
- Antoine Bricogne, marchand, bourgeois de Paris, ép. Marguerite Jucelin.
  - François Bricogne, ép. vers 1689 Marie Gilles.
    - Jean-Baptiste Bricogne, marchand mercier.
    - Jean-Baptiste-François Bricogne, négociant parisien, caissier général du clergé de Paris, ép. Marguerite Angélique Decan.
      - Angélique-Catherine Bricogne (1735-1783), ép. Cosme-Augustin Lezurier, docteur régent de la faculté de médecine de Paris.
      - Athanase-Jean Bricogne (1744-1820), négociant puis magistrat, maire du 6e arrondissement de Paris, doyen des maires de Paris sous le Premier Empire, chevalier de l'Empire, chevalier Bricogne, ép. Marie-Honorine Delaplace, fille de Christophe Delaplace, procureur au Châtelet de Paris.
        - Athanase-Jean-Baptiste Bricogne (1779-1836), receveur général des finances, maître des requêtes au Conseil d'État, conseiller général et polémiste français, ép. Jeanne Jacqueline Louise Puech, fille du négociant Puech.
        - Alexandre Bricogne (1781-1852), négociant, ép. Jeanne Elisabeth Rosalie Lebel.
          - Charles-Urbain Bricogne (1816-1898), ingénieur principal de la Compagnie des Chemins de fer du Nord, inventeur, ép. Marie-Thérèse-Caroline Sarchi, petite-fille du philologue hébraïque Philippe Sarchi.
            - Alexandre-Prosper-Victor Bricogne (1856-1945), ingénieur centralien, inspecteur de la Traction aux Chemins de fer du Nord.
              - René Bricogne (1887-1917), avocat[2], mort pour la France, chevalier de la Légion d'honneur à titre posthume[3].
              - Marcel Bricogne (1889-1974).

            - Adèle Bricogne, ép. Marie-André Petiet, ingénieur centralien, inspecteur principal aux Chemins de fer du Nord, fils de Jules Petiet.

        - Ambroise-Jacques Bricogne (1784-1847), receveur général des finances, maître des requêtes au Conseil d'État, ép. Caroline de Frégeville, fille du général Charles de Frégeville.
          - N. Bricogne, ép. Antoine-Marie-Henry Chapelle d'Espinassous.
          - Charles-Henri Bricogne (1821-1869).
          - Henri-Athanase Bricogne (1823-1892).
          - Adolphe Bricogne (1825-1906), conservateur des Forêts, ép. Marie-Joséphine Baragnon, fille de Numa Baragnon, député.
            - Alfred Emmanuel Bricogne (1878-1960), colonel, ép. Édith Labouré, de la famille de sainte Catherine Labouré, et d'Édith Royer.
              - Charles Bricogne (1913-1942), officier des Forces françaises libres, mort à  la bataille de Bir Hakeim, compagnon de la Libération.
              - Michel Bricogne (1914-1940), officier tué à la bataille d'Arras, mort pour la France.

          - Jules Bricogne, inspecteur général des haras.

        - Augustin Bricogne, négociant, ép. Marie Françoise Salleron.
        - Marie-Honorine Bricogne, ép. Antoine Laurent Marie Hamel, négociant.
        - Marie-Prosper Bricogne (1790-1881), receveur des finances.

## Titres et armoiries

Blason de la famille Bricogne.

De noblesse d'Empire en 1811, anoblis en 1814 sous la Restauration, les Bricogne portent pour armoiries : « D'argent au vaisseau de trois mâts de sable, voilé d'azur et soutenu d'une mer de sinople, à la bordure de gueules chargée d'une croix d'argent à cinq doubles branches, qui est le signe des chevaliers légionnaires »,,,.

## Pour approfondir